# Juan M. Guayasamin
Juan Manuel Guayasamin est un herpétologiste équatorien né en 1974.
Diplômé de l'université du Kansas, il enseigne à l'Universidad San Francisco de Quito, Équateur.

## Espèces décrites
- Celsiella (Guayasamin, Castroviejo-Fisher, Trueb, Ayarzagüena, Rada & Vilà, 2009)
- Chimerella (Guayasamin, Castroviejo-Fisher, Trueb, Ayarzagüena, Rada & Vilà, 2009)
- Cochranella mache (Guayasamin & Bonaccorso, 2004)
- Espadarana callistomma (Guayasamin & Trueb, 2007)
- Espadarana (Guayasamin, Castroviejo-Fisher, Trueb, Ayarzagüena, Rada & Vilà, 2009)
- Hyalinobatrachiinae (Guayasamin, Castroviejo-Fisher, Trueb, Ayarzagüena, Rada & Vilà, 2009)
- Ikakogi (Guayasamin, Castroviejo-Fisher, Trueb, Ayarzagüena, Rada & Vilà, 2009)
- Noblella coloma (Guayasamin & Terán-Valdez, 2009)
- Nymphargus mixomaculatus (Guayasamin, Lehr, Rodríguez & Aguilar, 2006)
- Nymphargus wileyi (Guayasamin, Bustamante, Almeida-Reinoso & Funk, 2006)
- Osornophryne puruanta (Gluesenkamp & Guayasamin, 2008)
- Pristimantis aureolineatus (Guayasamin, Ron, Cisneros-Heredia, Lamar & McCracken, 2006)
- Pristimantis bambu (Arteaga-Navarro & Guayasamin, 2011)
- Pristimantis bicantus (Guayasamin & Funk, 2009)
- Pristimantis cedros (Hutter & Guayasamin, 2015)
- Pristimantis ecuadorensis (Guayasamin et al., 2017)
- Pristimantis esmeraldas (Guayasamin, 2004)
- Pristimantis gryllus (Barrio-Amorós, Guayasamin & Hedges, 2012)
- Pristimantis huicundo (Guayasamin, Almeida-Reinoso & Nogales-Sornosa, 2004)
- Pristimantis mazar (Guayasamin & Arteaga-Navarro, 2013)
- Pristimantis mindo (Arteaga-Navarro, Yánez-Muñoz & Guayasamin, 2013)
- Pristimantis minimus (Terán-Valdez & Guayasamin, 2010)
- Pristimantis munozi (Rojas-Runjaic, Delgado & Guayasamin, 2014)
- Pristimantis mutabilis (Guayasamin et al., 2015)
- Pristimantis ortizi (Guayasamin, Almeida-Reinoso & Nogales-Sornosa, 2004)
- Pristimantis pahuma (Hutter & Guayasamin, 2015)
- Pristimantis rufoviridis (Valencia, Yánez-Muñoz, Betancourt-Yépez, Terán-Valdez & Guayasamin, 2011)
- Rulyrana Guayasamin, Castroviejo-Fisher, Trueb, Ayarzagüena, Rada & Vilà, 2009
- Sachatamia Guayasamin, Castroviejo-Fisher, Trueb, Ayarzagüena, Rada & Vilà, 2009
- Vitreorana Guayasamin, Castroviejo-Fisher, Trueb, Ayarzagüena, Rada & Vilà, 2009